# Malo Ratno Ostrvo
Lille Krigsø eller Malo Ratno Ostrvo (Serbisk: Мало Ратно Острво) er en flodø (ada) i Donau. Den er en del af bykomplekset omkring Beograd, hovedstaden i Serbien, og hører til den serbiske kommune Zemun.

## Position
Øen ligger mellem den sydlige bred af Store Krigsø og den højre bred af Donau i kommunen Novi Beograd (i nærheden af Ušće), kun 200 m fra Savas udløb i Donau.

## Kendetegn
Øen var betydeligt større inden 2. Verdenskrig. Da konstruktionen af Novi Beograd begyndte i 1948, transporterede man sand fra øen til fastlandet ved hjælp af store rullebånd. Sandet skulle bruges til at dække sumpen, hvor den nye by skulle bygges. I løbet af processen forsvandt det meste af øen, og nogle gange siger folk i spøg, at "Novi Beograd er bygget på en ø".
Det, der er tilbage er øen kan kun betegnes som en lille stribe land, mindre end 300 m lang og 60 m bred. øen er fuldstændig dækket af vegetation (hovedsageligt poppeltræer) og ikke åben for besøgende, men kan sagtens ses fra pram-restauranter ved Donaus bred.
44°49′24.32″N 20°26′16.21″Ø / 44.8234222°N 20.4378361°Ø